# Sigmodon leucotis
Sigmodon leucotis är en däggdjursart som beskrevs av V. Bailey 1902. Sigmodon leucotis ingår i släktet bomullsråttor, och familjen hamsterartade gnagare. IUCN kategoriserar arten globalt som livskraftig. Inga underarter finns listade i Catalogue of Life.
Arten når en absolut längd av 22 till 25 cm, inklusive en 8,5 till 10,5 cm lång svans. Den väger 86 till 140 g. Pälsen har på ovansidan en gråbrun färg. Vid buken har pälsen grå underull och vita täckhår. Svansen är täckt av små fjällplattor och några hår. Kännetecknande för arten är en fördjupning på varje sida av överkäken.
Denna bomullsråtta förekommer i centrala Mexiko. Habitatet utgörs av blandskogar med ek och barrträd samt av bergsängar och andra gräsmarker med buskar. Individerna är aktiva på dagen (främst på morgonen och på kvällen) och bygger bon av växtdelar eller skapar tunnlar i växtligheten. De äter olika växtdelar, insekter, små ryggradsdjur och ägg. Honor kan para sig hela året. Dräktigheten varar cirka 35 dagar och sedan föds 5 till 12 ungar. Sigmodon leucotis jagas av vesslor och rovfåglar.